# Три успоредни реки
„Три успоредни реки“ (на китайски: 三江并流, 三江并流 или Sānjiāngbìngliú) е национален парк в Китай, разположен в Сино-Тибетските планини в северозападната част на провинция Юннан. Осем участъка от парка с обща площ 1,7 млн. хектара са включени в списъка Световно наследство на ЮНЕСКО.
На територията на парка се намират горните течения на трите най-големи азиатски реки: Яндзъ, Меконг и Салуин, които протичат в проломи с дълбочина до 3000 m. В този участък реките текат почти в паралел от север на юг в продължение на над 300 km. След завоя на Яндзъ на север, тя преминава по знаменития Пролом на скачащия тигър.
Паркът „Три успоредни реки“, от гледна точка на биологичното разнообразие, е най-богатият район на Китай и даже на целия умерен пояс на Земята. Вследствие на сложния и многообразен климат, в района на „триречието“ са намерили убежище множество видове растения и животни. Този район заема площ по-малко от 0,4% от цялата территория на Китай, но в него растат над 6000 вида или около 20% от всички редки и ценни растения на Китай. Също така тук живеят над 25% от всички видове фауна на страната.